# مسجد السيدة عائشة
مسجد السيدة عائشة هو مسجد في شارع السيدة عائشة بالقاهرة، وقد سُمي بهذا الاسم نسبةً إلى السيدة عائشة بنت جعفر الصادق بن محمد الباقر بن علي زين العابدين بن الحسين بن علي بن أبي طالب.

## تاريخ

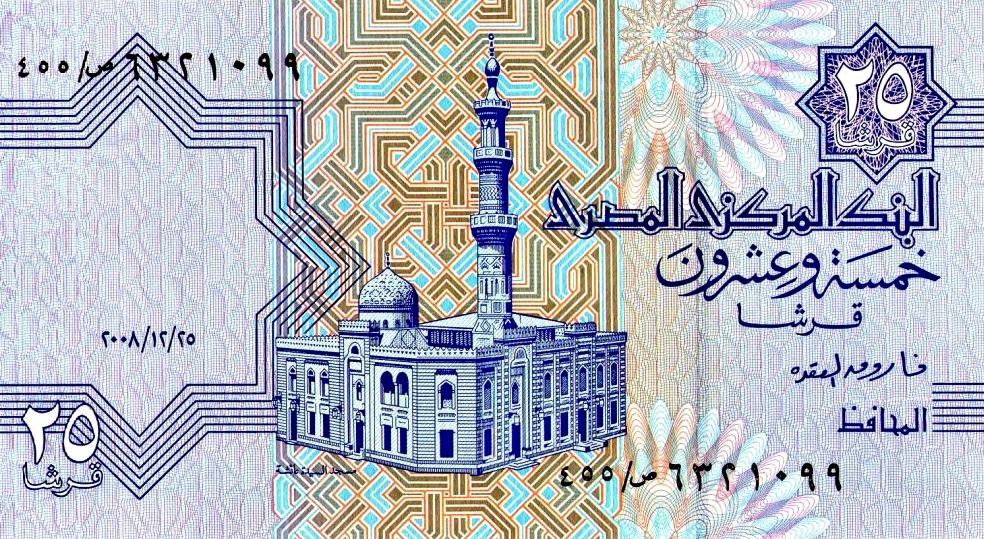
مسجد السيدة عائشة على عملة مصرية فئة 25 قرش.

ظلّ قبر السيدة عائشة حتى القرن السادس الهجري مزارًا بسيطًا يتكون من حجرة مربعة تعلوها قبه ترتكز على حطتين - صفين- من المقرنصات، أما في العصر الأيوبي فقد أنشئ بجوار القبة مدرسة وذلك أنه عندما أحاط صلاح الدين الأيوبي عواصم مصر الإسلامية الأربع (الفسطاط والعسكر والقطائع والقاهرة) بسور واحد حتى يحصن البلاد من هجمات الصليبين، ففصل هذا السور قبة السيدة عائشة عن باقي القرافة، فرأى صلاح الدين أن يقيم بجانب القبة مدرسة، كما فتح في السور بابًا سماه باب السيدة عائشة المعروف بباب القرافة.
أجمع المؤرخون على قدوم السيدة عائشة إلى مصر ووفاتها فيها. يقول السخاوي في (تحفة الأحباب) أن السيدة عائشة مدفونة في مصر، وأنه عاين قبرها في تربة قديمة على بابها لوح رخامي مدون عليه «هذا قبر السيدة الشريفة عائشة من أولاد جعفر الصادق ابن الإمام محمد باقر ابن الإمام علي زين العابدين ابن الإمام الحسين ابن الإمام علي بن أبي طالب كرّم الله وجهه». كان ضريح السيدة عائشة في البداية صغيراً وبسيطاً، ثم اهتم بعمارته الفاطميون والأيوبيون، فأنشأوا بجوار الضريح مدرسة لتحفيظ القرآن. وألحق بالضريح مسجد يعرف بمسجد السيدة عائشة، أعاد بناؤه عبد الرحمن كتخدا سنة 1176 هـ/1762م. ثم هُدم المسجد وأُعيد بناؤه سنة 1971م على ما هو عليه الآن. يقع مسجد وضريح السيدة عائشة في القاهرة في حي الخليفة خارج ميدان القلعة في شارع السيدة عائشة. وقد ذكر السيد محسن الأمين ذلك في كتابه أعيان الشيعة فقال «عائشة النبوية بنت الإمام جعفر الصادق (ع) توفيت سنة 145 في مصر ودفنت بباب القرافة. وكان تسميتها بالنبوية بتمييزها عن عائشة أم المؤمنين أي أنها من ذرية النبي ص. كانت من أعبد نساء زمانها وأزهدهن وأنسكهن.»